# Viva! Tour
Viva! Tour es la quinta gira de conciertos de la artista mexicana Thalía en apoyo de su primer álbum en vivo Primera fila: Thalía y su undécimo álbum de estudio Habítame siempre, los cuales tuvieron buen impacto comercial en México y Estados Unidos. Marca la primera gira de Thalía en nueve años, después de su High Voltage Tour de 2004. La gira comenzó en Chicago (Illinois) el 24 de marzo de 2013. La primera parte del tour incluía conciertos en Norteamérica, culminando en la Ciudad de México con dos fechas en el Auditorio Nacional, siendo la del 27 de abril de 2013 su última fecha de la gira. El tour consistía en conciertos íntimos, en recintos, auditorios y teatros con capacidad limitada, ya que este era el concepto artístico de los álbumes más recientes en ese entonces de la cantante.
El 12 de noviembre de 2013 fue lanzado a la venta el CD/DVD Viva Tour: en vivo. El álbum consta de los concierto brindados el 26 y 27 de abril en el Auditorio Nacional en la Ciudad de México.

## Antecedentes
Desde el lanzamiento de su primer álbum en vivo Primera fila: Thalía en 2009, Thalía había expresado su deseo de ofrecer conciertos en vivo en lugares pequeños, ya que ese era el contexto que tenía ese disco. A pesar de que trató de organizar una gira, ella quedó embarazada y, como resultado, tuvo que posponerlo. Después de dar a luz a su segundo hijo en 2011 y de la grabación de su undécimo álbum de estudio Habítame siempre, afirmó que estaba planeando una gira con el fin de promover ambos trabajos discográficos. Durante su visita promocional en México, unas semanas después del lanzamiento oficial de Habítame siempre, Thalía confirmó que en 2013 iniciaría una gira.
Las especulaciones indicaban que con su nuevo tour visitará países de Latinoamérica, aparte de los Estados Unidos y México. En casi todas las entrevistas, Thalía expresó que iba a optar por realizar recitales sólo en lugares pequeños, como teatros o bares bohemios, con el fin de mantener el concepto de los dos últimos discos y "sentirse más cerca de su público".

En cuanto a la gira, dijo: "Estoy muy emocionada por esta gira. Mi concierto en el Hammerstein Ballroom en Nueva York era sólo un avance de lo que está por venir y ahora quiero presentar la gira a mis fans que la han esperado ansiosamente". La gira pasó por Estados Unidos, México.

## Sinopsis

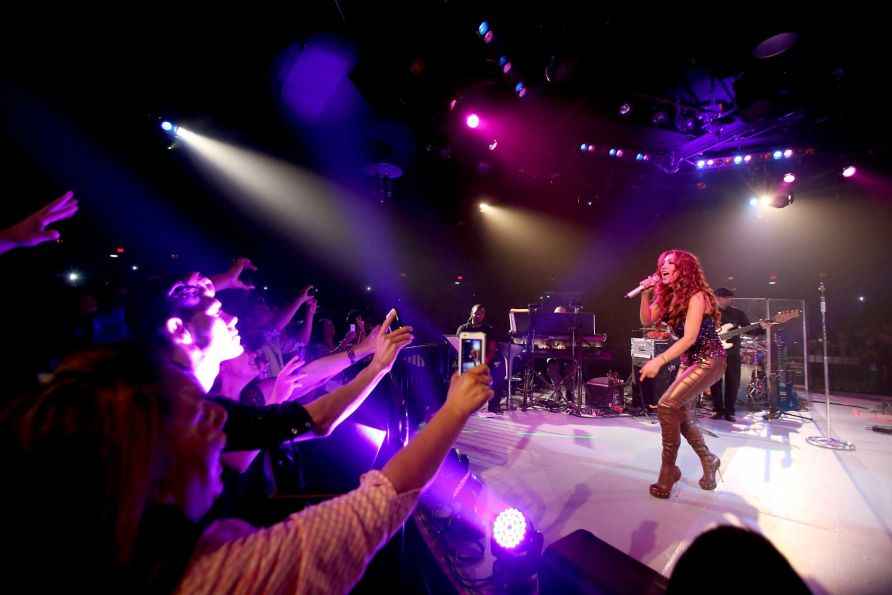
Thalía cantando en Houston el 30 de marzo de 2013.

El Viva! Tour se planeó inicialmente como una gira de conciertos íntimos en teatros. Por consecuente, la mayor parte de la lista de canciones incluye la interpretación de canciones románticas, la mayoría de sus últimos dos álbumes. Sin embargo, Thalía declaró que ella no quiere decepcionar a parte de su público que desea escuchar algunos de sus éxitos bailables de sus discos anteriores. En cuanto a la elección del repertorio, Thalía dijo: "Yo estoy constituida por puro romanticismo, pero también tengo mi lado más salvaje, el personaje más sexy y abrumador que me hace ser siempre la hembra sanduguera", en referencia a su conocida canción de 1997, «Mujer latina».
Como resultado, hay una dualidad en el concepto de los conciertos, que consiste en una parte más melódica, en la cual Thalía interpreta majestuosas baladas románticas de pop latino, y otra en la que están sus temas más conocidos. La mexicana prefiere combinar la calidad de su acústico Primera fila y la liberación con efecto nostálgico de algunos de sus éxitos más representativos de los años 80 hasta la actualidad. Cabe destacar que canta a capela temas de sus primeros discos como solista, y también hace un homenaje a las canciones de sus telenovelas. En una retrospectiva general, Thalía pretende dar una presentación equilibrada de las distintas fases que ha tenido en sus más de 20 años de carrera, más el agregado de los últimos álbumes, concluyendo los conciertos con «Manías», el primer sencillo de Habítame siempre.
En México, el formato del show fue renovado. La escenografía constó de varias pantallas led en la que se proyectaron 6 videos temáticos al repertorio del recital. Se agregaron efectos y se utilizó un colorido juego de luces sobre un escenario formado por tres rombos. Thalía fue acompañada en algunas canciones por un grupo de bailarines.

## Grabaciones
Según el periódico Reforma y otros medios de comunicación, los conciertos del 26 de abril y 27 de abril de 2013 brindados en el Auditorio Nacional del México DF fueron grabados para su posterior lanzamiento en DVD/Bluray. Luego la intérprete de «Equivocada» compartió en su cuenta de Twitter una imagen en la cual se podía apreciar la edición del DVD confirmando que pronto iba salir un CD/DVD.

## Repertorio del Tour
| Estados Unidos |
| --- |
| 1. Intro / "Atmósfera" 2. "Qué será de ti" 3. "Tómame o déjame" 4. "Habítame siempre" (interpretada en algunos conciertos) 5. "Con los años que me quedan" 6. "Muñequita linda (Te quiero, dijiste)" (interpretada en algunos conciertos) 7. Medley 1 (Telenovelas): 1. "Quinceañera" 2. "Rosalinda" 3. "Marimar" 4. "María, la del barrio" 8. "Manías" 9. "Equivocada" 10. "Cómo" (interpretada en algunos conciertos) 11. "Enséñame a vivir" 12. "Estoy enamorado" (Versión bachata) 13. "Te perdiste mi amor" 14. "Mujeres" 15. Medley 2 (Éxitos): 1. "No me enseñaste" (Remix) 2. "Tú y yo" 3. "Entre el mar y una estrella" (Pablo Flores Club Mix) 4. "Piel morena" (Hitmakers Remix) 5. "Amor a la mexicana" Encore 1. "Seducción" 2. "¿A quién le importa?" 3. "Arrasando" Fuente: |

| México |
| --- |
| 1. Intro / "Atmósfera" 2. "Qué será de ti" 3. "Tómame o déjame" 4. "Habítame siempre" 5. "Cómo" 6. "Enséñame a vivir" 7. "Hoy ten miedo de mí" 8. "Con los años que me quedan" (con Samo, Jesús Navarro y Leonel García) 9. "Manías" 10. Medley 1 (A capela): 1. "Fuego cruzado" 2. "Sangre" 3. "Pienso en ti" 4. "En la intimidad" 11. "No soy el aire" 12. "Mujeres" (con Yuri el 26 de abril y María José el 27 de abril) 13. "Equivocada" 14. Medley 2 (Telenovelas): 1. "Quinceañera" 2. "Rosalinda" 3. "Marimar" 4. "María, la del barrio" 15. "La apuesta" (con Erik Rubín) 16. Medley 3 (Éxitos): 1. "No me enseñaste" (Remix) 2. "Tú y yo" 3. "Entre el mar y una estrella" (Pablo Flores Club Mix) 4. "Piel morena" (Hitmakers Remix) 5. "Amor a la mexicana" Encore 1. "Seducción" 2. "¿A quién le importa?" 3. "Arrasando" Fuente: |

## Recepción

### Crítica
Joey Guerra del periódico Houston Chronicle escribió una reseña favorable para la gira, diciendo que Thalía tiene la capacidad de "deslumbrar al público y dominar el escenario", aunque mencionó como punto negativo el hecho de que "su voz a veces llega a ser dominada por la banda o el público", refiriéndose específicamente al concierto de Thalía brindado en Houston. También, la aplaudió por ser "entusiasta y coqueta en el escenario con el público, y por la energía frenética de las canciones Seducción, ¿A quién le importa? y Arrasando". Concluyó su comentario con la frase: "Fue una velada de pop deslumbrante con sabor suficiente".
La Opinión, el diario en español más leído de Estados Unidos, dijo que "Thalía regresó electrizante pero sin buena voz" y que "de hecho en varias ocasiones su voz no se escuchaba, sobre todo en las notas graves". Sobre el setlist argumentó: "el tema Con los años que me quedan pareció no estar lo suficiente ensayado; aún cuando estaba leyendo la letra, se perdió, se salió de ritmo" Destacó como positivo que los temas del último medley hicieron vibrar al teatro, porque "el público no solo se puso de pie para cantar y bailar, sino también para dar de brincos con electrizantes ritmos". Sobre la relación de Thalía con el público: "Siempre se mostró complaciente. Se acercó todo el tiempo a su público para que la tocaran, conversó con los que estaban más cerca, les acercó el micrófono para que todos escucharan los piropos que le decían —y de viva voz—, y se dieran cuenta que tiene fans que viajaron desde Canadá para verla y que hay brasileños que la adoran". Por último concluyó en que Thalía tuvo gracia, estuvo acompañada de una gran banda musical y unos coros increíbles, pero no fueron suficientes. Le faltó demostrar su potencia vocal.

### Comercial
Thalía tenía planeado conciertos íntimos con esta gira, por lo tanto, ella eligió para actuar en teatros con una capacidad limitada de público. El primer concierto que puso en marcha la gira tuvo lugar en el The Vic Theather de Chicago. Las entradas se agotaron algunos días antes del concierto, programado para el 24 de marzo.
En México, las localidades del concierto de Thalía para el Auditorio Nacional programado para el 26 de abril de 2013, se agotaron rápidamente las entradas después de la venta anticipada de entradas a través de Ticketmaster. Por esta razón, se agregó para el 27 de abril una segunda fecha en el mismo lugar debido a la alta demanda. La capacidad del estadio es de 10 mil espectadores.
En Los Ángeles y Nueva York, la gira de Thalía cuenta con la promoción de Live Nation, y el concierto de Chicago con Producciones Jam. Su concierto en el Wiltern Theatre también tuvo una aceptable demanda de boletos: se agotaron en menos de 5 días. Por este motivo, se añadió una segunda fecha para el 26 de marzo de 2013.

## Fechas de la gira
| Norteamérica        |                  |                |                    |
| 24 de marzo de 2013 | Chicago          | Estados Unidos | The Vic Theatre    |
| 26 de marzo de 2013 | Los Ángeles      | Estados Unidos | Wiltern Theatre    |
| 28 de marzo de 2013 | Los Ángeles      | Estados Unidos | Wiltern Theatre    |
| 30 de marzo de 2013 | Houston          | Estados Unidos | Arena Place        |
| 3 de abril de 2013  | New York         | Estados Unidos | Nokia Theater      |
| 26 de abril de 2013 | Ciudad de México | México         | Auditorio Nacional |
| 27 de abril de 2013 | Ciudad de México | México         | Auditorio Nacional |

### Box office score data
| Lugar              | Ciudad           | Entradas disponibles / vendidas | Ganancias      |
| ------------------ | ---------------- | ------------------------------- | -------------- |
| .The Vic Theatre   | Chicago          | 30,000                          | $2,000,000 USD |
| Auditorio Nacional | Ciudad de México | 20,000                          | $4,000,000 USD |